# منطقه گردشگری توسکستان
منطقه گردشگری توسکستان در ۱۸ کیلومتری جنوب شرقی شهرستان گرگان است.

## جاذبه‌های طبیعی منطقه

### جنگل توسکستان
جنگل توسکستان در در دامنه‌های شمال شرق البرز، در ۴۰ کیلومتری جنوب شرقی شهرستان گرگان واقع شده‌است. جاده ای آسفالته از میان آن می‌گذرد که انتهای آن شاهرود می‌باشد. جنگل توسکستان به خاطر اولین روستای این جاده به نام توسکستان این‌طور نام گرفته‌است.

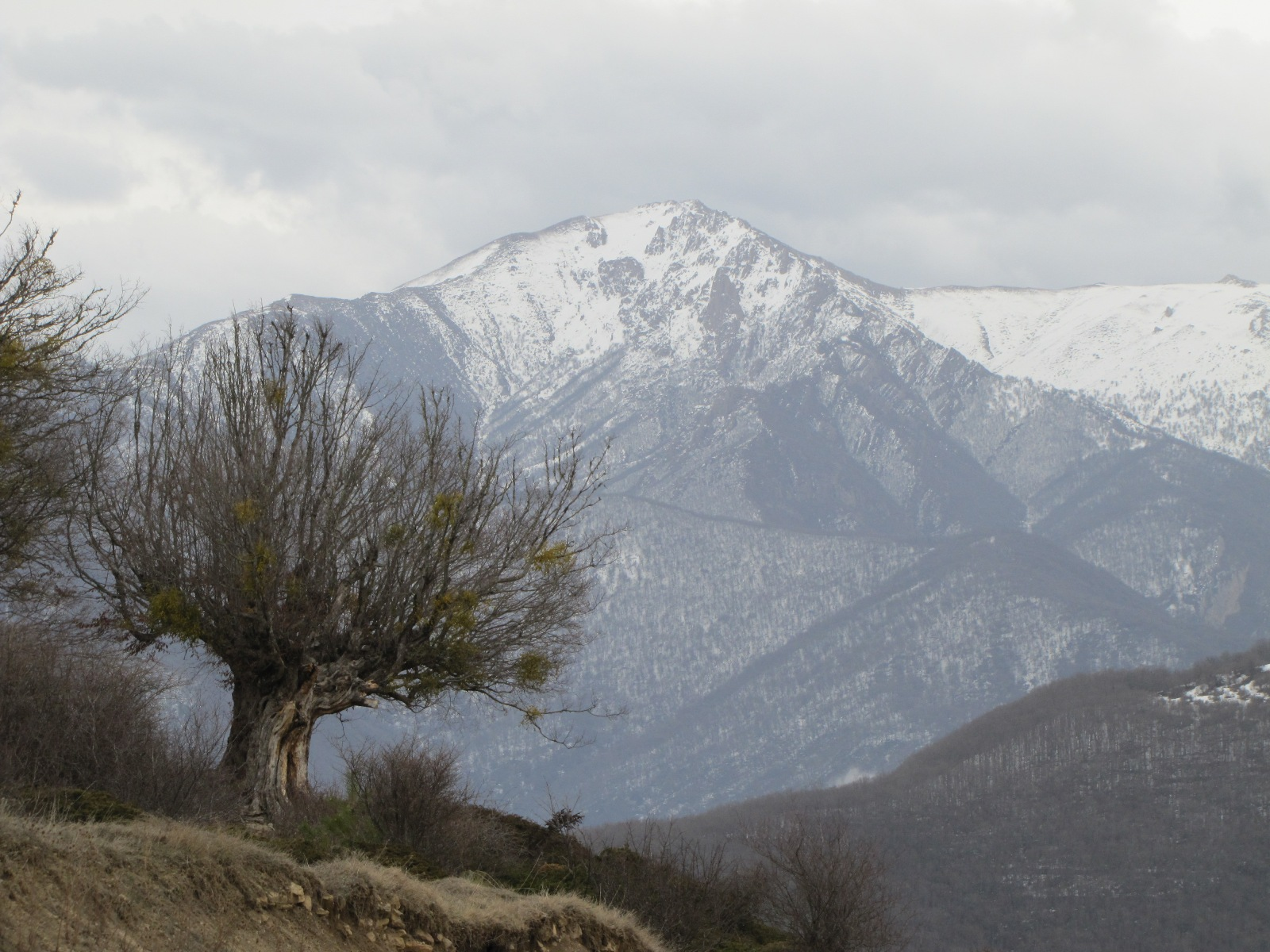
جنگل توسکستان

### روستای توسکستان[۴]
توسکستان یا توسکاستان، روستایی از توابع بخش مرکزی شهرستان گرگان در استان گلستان است. این روستا در دهستان استرآباد جنوبی و در ۱۵ کیلومتری جنوب شهر گرگان قرار دارد. براساس سرشماری سال ۱۳۸۵جمعیت آن ۲۲۰ نفر (۵۸ خانوار) بوده‌است. این روستا در ابتدای جنگل توسکستان درشهرستان گرگان قرار دارد. جاده ای آسفالته از میان آن می‌گذرد که انتهای آن شاهرود می‌باشد. این روستا در دل جنگل توسکستان قرار دارد.

### آبشار توسکستان
آبشار توسکستان در ۲۶ کیلومتری جنوب شرقی گرگان در مسیر جاده گرگان شاهرود و در منطقه گردشگری توسکستان قرار دارد(۹ کیلومتر بعد از روستای توسکستان به طرف شاهرود) و از جاده گرگان_شاهرود حدود ۲۵۰ متر فاصله دارد. آب و هوای اطراف این آبشار در فصول گرم سال بسیار سرد می‌باشد.

### چشمه باغ سرهنگ
این چشمه در مسیر جاده ای قرار دارد که از روستای توسکستان بطرف شاهرود منتهی می‌شود. فاصله روستای توسکستان از این چشمه حدود ۴ کیلومتر است؛ و معروف به چشمه باغ سرهنگ است. این چشمه در منطقه گرمابشت واقع شده و از داخل کوه فوران می‌کند. سرچشمه آن در داخل ملک شخصی هست و به صورت لوله‌کشی به کنار جاده گرگان – شاهرود هدایت شده‌است.

## جاذبه‌های تاریخی منطقه

### کاروانسرای قزلق

#### تاریخچه
قدمت کاروانسرای قزلق به دوران‌های تاریخی پس از اسلام برمی گردد. با توجه به نقشه و مصالح به کار رفته در این بنا احتمال زیادی وجود دارد که متعلق به دوره صفویه باشد. این بنا در تاریخ ۵ آذر ۱۳۷۹ با شمارهٔ ثبت ۲۹۰۳ به‌عنوان یکی از آثار ملی ایران به ثبت رسیده‌است.

#### معماری کاروانسرا
این کاروانسرا نمونه‌ای از کاروانسراهای کوهستانی می‌باشد که با مصالحی مانند سنگ و ملات گچ، آهک و ساروج ساخته شده‌است. سبک معماری این بنای سرپوشیده با پلان مستطیل شکل و با جهت شمالی- جنوبی است. این ساختمان دارای دالان و اتاقهای متعدد است و ورودی آن از سمت شرقی بنا می‌باشد.
فضای داخلی کاروانسرا را ۱۲ حجره با سقف کوتاه جناقی شکل تشکیل می‌دهند که به صورت قرینه در یک ردیف شش تایی روبروی هم به ابعاد ۲ × ۲ × ۵/۲ متر قرار دارند. ورودی بنا در جهت شمالی واقع شده که دارای طاق هلالی است و احتمالاً در چوبی داشته‌است و به طرف داخل دارای دو پلکان سنگی است. حد فاصل هر یک از حجرهها جرزهای نگه دارنده سقف که تقسیم‌کننده فضای داخلی نیز می‌باشد قرار دارد. آنچه جالب توجه است اینکه درون هر یک از حجره‌ها فضایی به منظور روشن کردن آتش تعبیه شده‌است تا گرمای فضای داخلی حجره‌ها را در فصل سرما تأمین کند.
سقف کاروانسرا بیضی شکل است که بر روی طاق‌های گهواره ای و جرزهای قطور سنگی استوار شده‌است. روشنایی درون کاروانسرا به وسیله روزنه‌هایی در مرکز گنبدهای شش‌گانه سقف تأمین می‌شده‌است. از خصوصیات بارز کاروانسرای قزلق می‌توان به نحوه و سبک معماری آن، به‌کارگیری مصالح سنگ در ساخت و احداث و اجرای سقف، ارتفاع کم سقفها و حجره‌ها به منظور نگهداری و حفظ گرمای فضای داخلی و جرزهای نگه دارنده سقف (بیش از ۱ متر) به جهت تحمل فشار بارهای اضافی و جلوگیری از رانش اشاره کرد. همچنین طرز چیدن سنگهای قلوه ای و نحوه بند کشی آن‌ها و حجره‌های متقارن که دارای آهنگی موزون است، از دیگر ویژگی‌های معماری کاروانسرای قزلق است.

#### دسترسی
کاروانسرای قزلق در ۳۵ کیلومتری جنوب شرقی گرگان، در شرق جاده ارتباطی گرگان به شاه‌کوه در منطقه‌ای در حد فاصل گچیان و سفالی در کتل قزلق قرار دارد. این منطقه کوهستانی از شمال به دشت ” گرمابدشت ” و روستای ” توسکستان ” و از جنوب به سرعلی‌ آباد چهار باغ_شاهکوه ” و از شرق و غرب به دامنه‌های جنگل و دره‌های عمیق محدود می‌شود.

## مجتمع‌های گردشگری موجود در منطقه
اردوگاه تفریحی نشاط آموزش وپرورش، مجتمع فرهنگی رفاهی و ورزشی شهدای بهزیستی گلستان

## پوشش گیاهی منطقه
پوشش قسمت کوهپایه ای و کوهستانی آن جنگل انبوه و پوشش ارتفاعات بالا دست استپی و جنگل اورس می‌باشد. آب و هوای قسمت کوهپایه ای آن معتدل و سرد، و آب و هوای قسمت کوهستانی و ارتفاعات آن خشک و سرد می‌باشد.